# ラサール郡 (イリノイ州)
座標: 北緯41度16分 西経88度53分 / 北緯41.267度 西経88.883度
ラサール郡（英: LaSalle County）は、アメリカ合衆国イリノイ州の郡である。人口は10万9658人（2020年）。郡庁所在地はオタワであり、同郡で人口最大の都市である。
ラサール郡はオタワ・ストリーター小都市圏に属している。シカゴメディア市場の中にあるが、川のある町や広大な農地などが混在し独自性を保っている。シカゴばかりでなく、ピオリア、クワッドシティーズおよびロックフォードのテレビ市場が交差する所にあり、4つの市場から広告宣伝を行って地域に強い影響を与えているので、シカゴからは100キロメートルと比較的短距離にあるにも拘わらず、必ずしもシカゴ都市圏に属しているとは見なさず、州北部あるいは北中部にあると見ている。

## 歴史
ラサール郡は1831年1月15日にテーズウェル郡とパットナム郡の一部を合わせて設立された。郡名は初期フランス人探検家ロベール＝カブリエ・ド・ラ・サールに因んで名付けられた。ラ・サールは地域に入って記録を残した最初のヨーロッパ人だった。メキシコ湾からミシシッピ川を遡り、その地域全体をフランス国王ルイ14世の領土とし、ルイジアナと名付けた。1860年、ラ・サールと他のフランス人交易業者2人がイリノイ川沿い、現在のラサール郡内にクレーブクール砦を建設し、1862年にはスターブドロックにセントルイス砦を建てた。1857年までにイリノイ・セントラル鉄道の列車が1日2便来るようになっていた。
W・D・ボイスがオタワでアメリカ・ボーイスカウトを立ち上げたとされており、その評議会はボイスの名前が付けられた。ボイスと他に2人の設立者がボーイスカウトを設立したが、組織内でボイスの派が競合する他の2派を吸収したので、ボイス1人が設立者の名誉を得ている。ラサール郡は、W・D・ボイス評議会のロワヌー・リージョンと呼ばれるものの中にある。
オタワ市は有名なリンカーン・ダグラス論争の最初の開催地となり、リンカーンが「分かれたる家」演説を行った。オタワの町はリンカーンに強い愛着をもっており、その中心街は19世紀半ばの建築様式を残している。郡民は大半が奴隷制度廃止論者であり、南北戦争以前に多くの地下鉄道の場所が維持されていた。
ユーティカはスターブドロック地域への入り口と考えられている。ここには3つの公園がある。中でもスターブドロックが珠玉のものであり、マティーセンはスターブドロックと同じ様相を持っているが小規模である。その西にはバーミリオン川がある。バッファローロックはアメリカバイソンのいる囲いがあり、またエフィジーツムリと呼ばれる彫刻のあるマウンドもある。この村は2004年に竜巻に襲われ、中心街が破壊され、9人が死亡した。

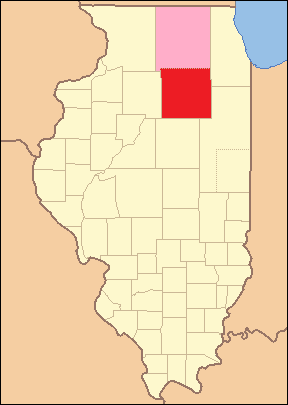
1836年創設時の郡領域、北側に大きな未編入領域があり、その管理も付加された
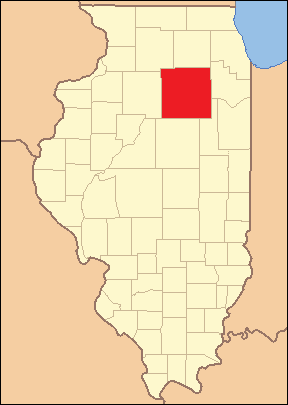
1836年から1837年
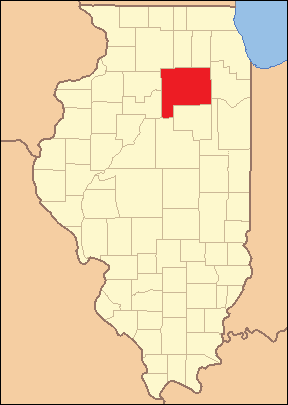
1837年から1841年
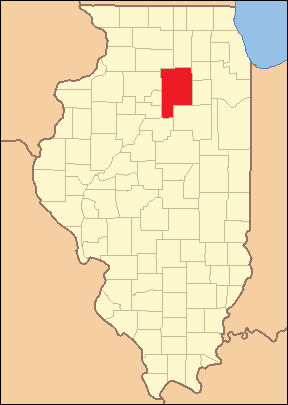
1841年から1843年
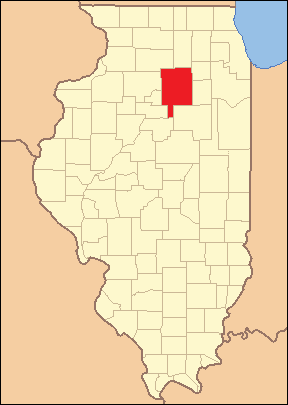
1843年、南東隅がマーシャル郡に渡され、現領域になった

## 地理
アメリカ合衆国国勢調査局に拠れば、郡域全面積は1,148.04平方マイル (2,973.4 km2)であり、このうち陸地1,134.92平方マイル (2,939.4 km2)、水域は13.12平方マイル (34.0 km2)で水域率は1.14％である。

### 主要高規格道路
| - 州間高速道路39号線 - 州間高速道路80号線 - アメリカ国道6号線 - アメリカ国道34号線 - アメリカ国道51号線 - アメリカ国道52号線 | - イリノイ州道17号線 - イリノイ州道18号線 - イリノイ州道23号線 - イリノイ州道71号線 - イリノイ州道170号線 - イリノイ州道178号線 - イリノイ州道251号線 - イリノイ州道351号線 |

### 隣接する郡
- リー郡 - 北西
- デカルブ郡 - 北
- ケンドール郡 - 北東
- グランディ郡 - 東
- リビングストン郡 - 南東
- ウッドフォード郡 - 南
- マーシャル郡 - 南西
- パットナム郡 - 西
- ビュロー郡 - 西

ラサール郡は9つの郡と境を接しており、国内でも多い方の部類に属している。イリノイ州には他にパイク郡も同様である。州内では面積でマクリーン郡に次いで第2位である。
郡住民の多くはイリノイ川に沿った都市や町に住んでいる。オタワ、ラサール、ペルー、マーセイルの町がこれにあたる。南部にあるストリーターなどが例外的な存在である。川の南北にある地域は大半が農業地帯であり、大きな町は少ない。

## 気候と気象
近年、郡庁所在地であるオタワ市の平均気温は1月の12°F (-11 ℃) から7月の85°F (29 ℃) まで変化している。過去最低気温は1985年1月に記録された-25°F (-32 ℃) であり、過去最高気温は1936年7月に記録された112°F (44 ℃) である。月間降水量は2月の1.32インチ (34 mm) から6月の4.13インチ (105 mm) まで変化している。

## 人口動態

2000人口ピラミッド

以下は2000年国勢調査による人口統計データである。
| 基礎データ - 人口: 111,509人 - 世帯数: 43,417 世帯 - 家族数: 29,827 家族 - 人口密度: 38人/km2（98人/mi2） - 住居数: 46,438軒 - 住居密度: 16軒/km2（41軒/mi2） 人種別人口構成 - 白人: 94.97% - アフリカン・アメリカン: 1.55% - ネイティブ・アメリカン: 0.17% - アジア人: 0.54% - 太平洋諸島系: 0.02% - その他の人種: 1.71% - 混血: 1.05% - ヒスパニック・ラテン系: 5.19% 先祖による構成 - ドイツ系：25.8％ - アイルランド系：12.7％ - イタリア系：8.8％ - アメリカ人：7.6％ - イギリス系：7.3％ - ポーランド系：7.3％ 言語による構成 - 英語：94.7％ - スペイン語：3.6％ | 年齢別人口構成 - 18歳未満: 25.2% - 18-24歳: 8.1% - 25-44歳: 28.0% - 45-64歳: 22.3% - 65歳以上: 16.4% - 年齢の中央値: 38歳 - 性比（女性100人あたり男性の人口） - 総人口: 97.9 - 18歳以上: 96.4 世帯と家族（対世帯数） - 18歳未満の子供がいる: 31.7% - 結婚・同居している夫婦: 55.7% - 未婚・離婚・死別女性が世帯主: 9.2% - 非家族世帯: 31.3% - 単身世帯: 27.4% - 65歳以上の老人1人暮らし: 13.3% - 平均構成人数 - 世帯: 2.49人 - 家族: 3.04人 収入と家計 - 収入の中央値 - 世帯: 40,308米ドル - 家族: 49,533米ドル - 性別 - 男性: 39,256米ドル - 女性: 22,097米ドル - 人口1人あたり収入: 19,185米ドル - 貧困線以下 - 対人口: 9.1% - 対家族数: 6.9% - 18歳未満: 13.1% - 65歳以上: 6.2% |

## 郡区
ラサール郡は下記37の郡区に分割されている。
| - アダムズ - アレン - ブルックフィールド - ブルース - デイトン - ディアパーク - ディミック - イーグル | - アール - イーデン - フォールリバー - ファームリッジ - フリーダム - グランドラピッズ - グローブランド - ホープ | - ラサール - マンリアス - メンドータ - メリデン - ミラー - ミッション - ノースビル - オーファー | - オーセージ - オタワ - オッタークリーク - ペルー - リッチランド - ラトランド - セレナ - サウスオタワ | - トロイグローブ - ユーティカ - バーミリオン - ウォレス - ウォルサム |

## 都市と町
| - シーダーポイント - ダルゼル - 大半はビュロー郡 - ダナ - アールビル - グランドリッジ - ハーディン - カングリー - ラサール - リーランド - レオノア - ロスタント - マーセイル - ミリントン - 一部はケンドール郡 - メンドータ - ナプレイト - ノースユーティカ | - ノーウェイ - オグルスビー - オタワ - 郡庁所在地 - ペルー - ランサム - ラトランド - サンドウィッチ - 主にデカルブ郡、一部ケンドール郡 - セネカ - 小部分がグランディ郡 - セレナ - シェリダン - ソモノーク - 大半はデカルブ郡 - ストリーター - 小部分がリビングストン郡 - トニカ - トライアンフ - トロイグローブ - ウェノナ - 大半はマーシャル郡 |

## 教育
郡内には11の公立高校とイリノイ・バレー・コミュニティカレッジ（オグルスビーとオタワにキャンパス）がある。そのた私立学校が5校ある。

## 政治
大統領選挙の結果は次の通りだった。
- 1960年- 共和党 リチャード・ニクソン
- 1964年- 民主党 リンドン・B・ジョンソン
- 1968年- 共和党 リチャード・ニクソン
- 1972年- 共和党 リチャード・ニクソン
- 1976年- 共和党 ジェラルド・フォード
- 1980年- 共和党 ロナルド・レーガン
- 1984年- 共和党 ロナルド・レーガン
- 1988年- 民主党 マイケル・デュカキス
- 1992年- 民主党 ビル・クリントン
- 1996年- 民主党 ビル・クリントン
- 2000年- 民主党 アル・ゴア
- 2004年- 共和党 ジョージ・W・ブッシュ
- 2008年- 民主党 バラク・オバマ

## 見どころ
- バッファローロック州立公園のエフィジーツムリ
- ストリーター公共図書館
- クライスト・エピスコパル教会のW・H・L・ウォーレス将軍の窓（オタワ市）

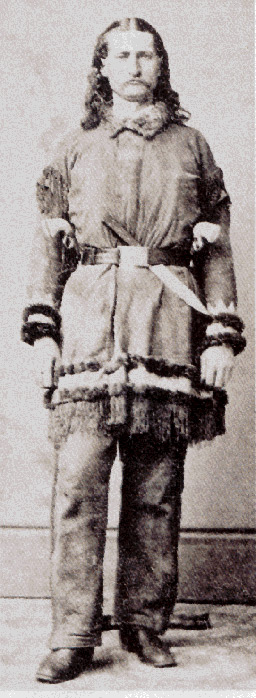
ワイルド・ビル・ヒコック

- フォックス川送水路
- バーミリオン川
- マーセイルの中東紛争記念の壁

## 著名な出身者
- ワイルド・ビル・ヒコック、トロイグローブ出身、西部開拓時代のガンマン
- テレンス・マリック、オタワ出身、映画監督、『地獄の逃避行』や『天国の日々』で有名
- ボブ・マグラス、オタワ出身、歌手、俳優、「セサミストリート」に出演
- エドワード・H・プラム、ストリーター出身、映画音楽家、ウォルト・ディズニー・カンパニーの『ファンタジア』などを担当、アカデミー賞候補にもなった
- クライド・トンボー、ストリーター出身、天文学者、冥王星を発見
- W・H・L・ウォレス、オタワ出身、軍人、北軍の准将